# Born to Die (альбом Ланы Дель Рей)
Born to Die (с англ. — «Рождённые умереть») — второй студийный альбом американской певицы Ланы Дель Рей, выпущенный 27 января 2012 года на лейблах Interscope, Polydor и Stranger Records. В работе над альбомом с певицей сотрудничали продюсеры Эмиль Хейни, Патрик Бергер, Крис Брайд, Рик Ноуэлс, Robopop, Эл Шукс, Джефф Бхаскер и Джастин Паркер. Композиции пластинки выдержаны в жанрах альтернативной музыки, барокко-попа, инди-попа, трип-хопа и рока.
Темы альбома — любовь, секс, наркотики. Альбом содержит отсылки к американской культурной жизни 1950-х и 1960-х годов. Born to Die получил смешанные отзывы от музыкальных критиков. Многие рецензенты хвалили его оригинальное звучание, однако критиковали за однообразие и мелодраматизм. Альбом дебютировал со второй позиции в чарте Billboard 200. Продажи в Соединённых Штатах составили более трёх миллионов экземпляров, за что альбом сертифицировали трёхкратно платиновым. Пластинка достигла высших позиций в чартах одиннадцати стран. На 2015 год в мире было продано около 8,5 миллионов экземпляров. Альбом вошёл в списки лучших дисков 2012 года десятка различных изданий, включая Drowned in Sound, The Guardian, NME и других, а журнал Billboard назвал его одним из «20 Лучших альбомов 2010-х годов».
Успеху альбома способствовали ставший «сенсацией на YouTube» видеоклип песни «Video Games», который набрал более полумиллиона просмотров в течение трёх недель, сексапильный образ исполнительницы и манера её пения. После успеха в интернете песня «Video Games» была выпущена в качестве первого сингла в поддержку альбома. Синглами с альбома также стали «Born to Die», «Blue Jeans», «Summertime Sadness», «National Anthem» и «Dark Paradise». В качестве промосинглов были выпущены «Off to the Races» и «Carmen». В ноябре 2012 года Дель Рей выпустила переиздание альбома под названием The Paradise Edition. Помимо треков с Born to Die, оно включает в себя девять новых песен.

## Предыстория
В 2007 году Дель Рей подписала контракт с американским независимым лейблом 5 Point Records и начала готовить материал для дебютного альбома. Она получила чек на несколько тысяч долларов и купила небольшой трейлер, жила в парке недалеко от Манхэттена. Несмотря на некоторые творческие разногласия с продюсером Дэвидом Каном, Лана продолжала записывать песни и выступать в нью-йоркских клубах. Мини-альбом Kill Kill, выпущенный в октябре 2008 года, со слов руководителя 5 Point Records Дэвида Нихтерна был «попыткой поднять шумиху» перед выходом полноформатного Lana Del Ray a.k.a. Lizzy Grant в январе 2010 года. Хотя альбом был издан только в цифровом формате в iTunes, лейбл заказал несколько десятков физических копий для продажи на концертах. «Её настоящее имя — Лиззи Грант — прекрасно. Но она хотела быть известной как Лана Дель Рей. Она сама придумала это имя, немного чудное. <…> Сначала мы загрузили альбом на цифровые платформы с „rAy“ в имени, но потом она захотела изменить „A“ на „E“ — так родился уже третий псевдоним [„Лана Дель Рей“]», — вспоминал Нихтерн. Вскоре певица сменила менеджмент и расторгла контракт с лейблом; Lana Del Ray a.k.a. Lizzy Grant был удалён из iTunes спустя два месяца после релиза.
Затем она подписала договор с Stranger Records на выпуск дебютного сингла «Video Games» в июне 2011 года. Музыкальное видео стало настоящей интернет-сенсацией, а сама исполнительница снискала репутацию новой «неоднозначной фигуры» шоу-бизнеса. «Я люблю эту песню и решила опубликовать её [на YouTube]. Мы даже не планировали делать её синглом, но реакция людей нас переубедила», — вспоминала исполнительница. Издание Pitchfork признало «Video Games» «лучшим новым треком»; к концу года количество просмотров клипа достигло 20 миллионов. Условный договор с Stranger Records, «заключённый по электронной почте», предполагал возможность выкупа прав на песню в случае перехода на крупный лейбл. В октябре был заключён договор на выпуск следующего альбома Дель Рей в первой половине 2012 года лейблами Interscope и Polydor. Началась активная промокампания; в первой части турне (сентябрь—декабрь 2011 года) певица исполнила несколько новых песен, в том числе «Without You» и «Born to Die». «Я годами предлагала свою музыку лейблам, но они мне отказывали. Они думали, что мои образ и песни это проявление психоза. И вдруг их мнение изменилось, словно, всё это не столько странно, сколько идеально. Я удивлялась, когда они приравнивали мою музыку к попсе, но благодаря этому её стали крутить по радио», — говорила Дель Рей в интервью для The Telegraph. В беседе с MusicWeek руководитель Polydor Ферди Ангер-Хамилтон подчеркнул, что они бы не рискнули подписать контракт с Ланой, не будь у неё «в запасе около 60 прекрасных треков», которых «хватило бы на три альбома», а если «Video Games» не получила бы должного успеха, без хорошего материала её карьера бы не состоялась.

## Написание и запись

Фотография из цифрового буклета Born to Die, сделанная Николь Нодланд

Во время записи Born to Die Дель Рей «жила на чемоданах» между Лондоном, Лос-Анджелесом и родным Нью-Йорком. В британской столице певица работала с Джастином Паркером; они записали «Video Games», на создание которой ушло «от силы минут десять»: «Я просто начала петь, импровизируя текст, а Паркер играл на пианино. <…> Мы сразу поняли, что сделали нечто особенное. Для меня это была идеальная песня — на самом деле это я сама в форме песни». В то же время исполнительница хотела найти продюсера, которому под силу «связать [тексты и музыку] воедино»; она вышла на Эмиля Хейни, известного по работе с Эминемом, Лилом Уэйном и Канье Уэстом. Со слов Дель Рей, в музыкальном плане они с Хейни «шли по одной дороге», и «он понимал меня, когда я говорила, что хочу услышать, например, микс саундтрека „Красоты по-американски“ Томаса Ньюмана, песен Спрингстина и атмосферы летней печали». Годом ранее певица познакомилась с Риком Ноуэлсом, соавтором и продюсером Ray of Light Мадонны. Их первой совместной песней была «TV in Black & White», оставшаяся «на полке». Во время записи «Summertime Sadness», которую Ноуэлс окрестил «главным достижением всей своей карьеры», родился ещё один трек — «Dark Paradise».
Как отмечала сама Дель Рей, тексты всех треков альбома были написаны лично ей, за исключением пары строчек в «Diet Mountain Dew» и «Lolita». В интервью для газеты The Sun, певица подчеркнула, что предпочитает сочинять песни на ходу, а не на определённом месте, объясняя: «Когда тело находится в движении, сознание словно следует за ним, <…> и ничто не мешает процессу». Кроме того, она пробовала придумывать тексты в дороге, во время переездов между Санта-Моникой и Малибу, и вдохновлялась «потрескиванием» телефонных проводов, говоря, что «пыталась получить из них энергию». Как минимум треть пластинки была написана в Калифорнии, но прогулки Дель Рей по Манхэттену и размышления о прошлом также сыграли свою роль в подготовке материала. «Иногда Паркер приходил в студию с готовыми аккордовыми последовательностями <…>. Если они мне нравились, я просто начинала импровизировать и рифмовать строчки», — вспоминала исполнительница. Струнные аранжировки были созданы Ларри Голдом, который в разное время сотрудничал с Рианной, Мэрайей Кэри и Джастином Тимберлейком, и записаны при участии Филадельфийского оркестра. Среди студий, на которых создавался Born to Die, числились Human Feel Studios в Лос-Анджелесе, The Green Building в Санта-Монике и Shangri La Studios в Бруклине. Мастеринг альбома под руководством Джона Дэвиса проходил в студии Metropolis Studio в Лондоне.

## Оформление альбома
В декабре 2011 года Дель Рей выложила в своем твиттере обложку альбома, подготовленную фотографами Николь Нодланд и Дэвидом Боуденом при участии певицы. На обложке изображена Дель Рей в белой строгой полупрозрачной рубашке, через которую виден красный бюстгальтер. Съёмки для обложки и буклета альбома прошли 22 июля 2011 года в Уотфорде, пригороде Лондона. Певица стоит на фоне деревянного забора, рядом с которым находится машина 1956 Chevrolet 3100 зелёного цвета. Сверху располагается логотип певицы «Lana Del Rey» белыми заглавными буквами, а внизу — такая же надпись, но с текстом «Born to Die» в синем цвете. На обложке подарочного издания (deluxe edition) название альбома выполнено в красном цвете. Журнал Complex поместил обложку альбома на восьмую строчку в рейтинге «50 лучших обложек музыкальных поп-альбомов за последние пять лет» (англ. «The 50 Best Pop Album Covers of the Past Five Years»). Промо-фотографии к альбому также были сделаны Николь Нодланд.

## Музыка и тексты
По оценкам музыкальных критиков, Born to Die сочетает различные альтернативные жанры, такие как инди-поп, барокко-поп, трип-хоп, рок, постмодернизм. Среди повлиявших на её творчество исполнителей Дель Рей называла Элвиса Пресли, Бритни Спирс и Antony and the Johnsons, а комментаторы добавляли Марианну Фейтфулл, стиль которой узнается в песне «Carmen». По оценке музыкального критика Йона Караманики из The New York Times, альбом «прочно укоренён в эпохе середины 1960-х, с реверансами в сторону Нэнси Синатры и Дасти Спрингфилд». Музыкальный стиль Дель Рей описывали как «гангста-версию Нэнси Синатры». Сама певица назвала свою музыку «голливудским сэдкором».

По оценке критиков, в альбоме хип-хоп биты и струнные смешаны со старомодным вокалом. Низкий вокал Дель Рей объясняла так: «Вообще-то я привыкла петь намного выше, но мне казалось, что меня не принимали всерьёз. Поэтому я понизила голос, думая, что это поможет мне выделиться. Теперь я довольно низко пою… ну, для женщины точно». 
 Некоторые музыкальные критики называли трек «Born to Die» «домом с привидениями», отмечая апокалиптические фрагменты и близость к творчеству Джона Барри. Первые синглы к альбому — «Video Games» и «Born to Die» — описывались как «ретрогламурные и квазикабаретные» баллады.  Издание Hot Press посчитало песню «Dark Paradise» «медленной и… довольно спокойной балладой». По мнению Робби Дау из Idolator, в песне «National Anthem» Дель Рей добавляет к рэпу биты в духе «Empire State of Mind». По словам Николь Сия из того же издания, баллада «Million Dollar Man» «напоминает песню Фионы Эппл «Shadowboxer»». 
Минималистский бит третьего трека, «Blue Jeans», созданного под влиянием хип-хопа, напоминает записи американского рэпера Тимбалэнда, а рельефный голос Дель Рей в этой песне отсылает к Нэнси Синатре, Амброзии Парсли (вокалистке из альтернативной рок-группы Shivaree) и Чайне Форбс (певице из поп-джаз-оркестровой группы Pink Martini). В «Off to the Races» обозреватели заметили, что припев по стилю напоминает сингл Шерил Кроу 1994 года «Leaving Las Vegas». Прия Илан из журнала NME отметила, что в этом треке «нет фортепианной размеренности из „Video Games“», в нём преобладают «сравнительно простые оттенки звучания». В треках «Off to the Races», «National Anthem» и «Diet Mountain Dew» применяется техника альтернативного рэпа. Трек «Born to Die» сравнивался с саундтреками к фильмам о Джеймсе Бонде, он содержит трип-хоп биты, а также кинематографический звук, напоминающий 1950-е годы.
Темы Born to Die — секс и наркотики, образ исполнительницы сближается с Лолитой. В интервью MTV Дель Рей сообщила, что Born to Die будет «мрачной историей любви», сохранившей возможность надежды. Позднее она отмечала, что тематика альбома основывалась на её жизни, в особенности на отношениях, которые не сложились. Альбом объединяет мотивы отчаяния, тоски и эмоциональной свободы. С точки зрения Кэмерона Адамса из австралийской газеты Herald Sun, певица избавилась от влияния других исполнителей (Мадонны и др.) и сумела создать собственную «музыкальную зону комфорта», включающую «вокал Лолиты, кинематографическую атмосферу гетто, тексты о наркотиках, мужчин, смерть, Голливуд».
По мнению Джона Мёрфи из издания musicOMH, прекрасные песни «Video Games» и «Blue Jeans» принадлежат к числу «самых грустных песен о любви, когда-либо написанных». По оценке редакторов Hot Press, «тёмный» трек «Carmen» повествует о несчастной девушке по имени Кармен, которая вынуждена «продавать своё тело на улицах Кони-Айленда». По словам Робби Дау, песня «This Is What Makes Us Girls» рассказывает о девушке, которая прогуливает школу, скрывается от полиции и пьёт вишнёвый шнапс.

## Промокампания

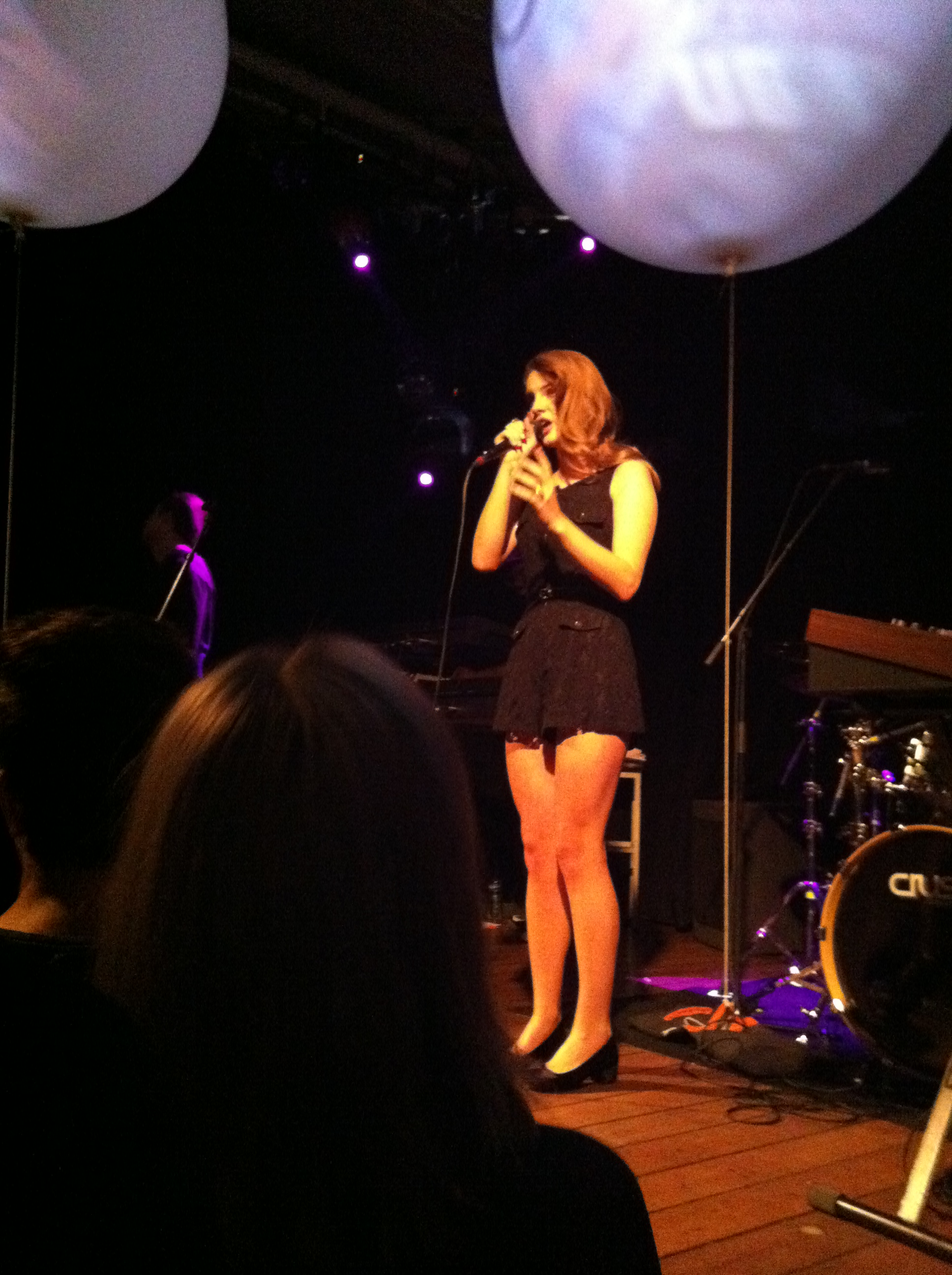
Выступление Дель Рей во время промо-концерта в Амстердаме, 2011 год

В августе «Video Games» дебютировала на YouTube, а в сентябре песня получила более широкую известность, попав в телесериал «Двойник», который демонстрировался на американском канале The CW Television Network. Дель Рей также появилась в нескольких передачах, включая живые выступления на MTV Push и на Bowery Ballroom. Она также представила «Video Games» в голландской телепрограмме «De Wereld Draait Door», на британском музыкальном телевизионном шоу «Later with Jools Holland» и на шоу в отеле Chateau Marmont в Лос-Анджелесе, штат Калифорния. Она дала несколько интервью для газет и онлайн-журналов, таких как The Quietus, The Guardian и Pitchfork, одновременно занимаясь созданием музыкальных видео для нескольких песен («Blue Jeans» и «Off to the Races»). 14 января 2012 года Дель Рей появилась в популярном вечернем музыкально-юмористическом шоу Saturday Night Live, которое транслируется на американском канале NBC, где представила свои новые треки «Blue Jeans» и «Video Games». Это выступление было раскритиковано, в том числе влиятельным американским телеведущим и главным редактором ночных новостей NBC Nightly News канала NBC Брайаном Уильямсом, который назвал его самым провальным в истории передачи SNL. 14 сентября 2011 года в поддержку своего дебютного альбома Дель Рей начала концертный тур Born to Die Tour, который продолжался до сентября 2012 года. 9 ноября 2012 года, наряду с выпуском мини-альбома Paradise, состоялся релиз переиздания альбома под названием The Paradise Edition.

## Синглы
«Video Games» была выпущена в качестве дебютного сингла Дель Рей 10 октября 2011 года. Газета The Guardian назвала песню лучшей в 2011 году. Песня получила в основном положительные отзывы от музыкальных критиков, которые хвалили вокал Дель Рей. «Video Games» добилась мирового успеха, расположившись на первой позиции в чарте Германии и вошла в топ-10 песен в Австрии, Бельгии, Франции, Нидерландах, Ирландии, Швейцарии и Великобритании. Музыкальное видео к песне было смонтировано Дель Рей. В клипе использовались отрывки из видео скейтбордистов, мультфильмов, старых фильмов, видео папарацци, где актриса Пас де ла Уэрта падает в состоянии алкогольного опьянения. Второй сингл и заглавный трек с альбома, «Born to Die», увидел свет 30 декабря 2011 года. Музыкальное видео, снятое на основе идей Дель Рей режиссёром Йоанном Лемуаном, было выпущено 14 декабря 2011 года.
Дель Рей объявила, что песня «Blue Jeans» станет третьим синглом с альбома Born to Die. Официальный релиз состоялся 6 апреля 2012 года. Музыкальное видео, снятое Йоанном Лемуаном, вышло 19 марта 2012 года. Четвёртый сингл, «Summertime Sadness», был выпущен для Германии, Австрии, Швейцарии 22 июня 2012 года. Официальный видеоклип на песню появился 20 июля на YouTube. Видео было срежиссировано Кайлом Ньюманом и Спенсером Сассером. Песня «National Anthem» была выпущена в качестве сингла 6 июля 2012 года, а премьера музыкального видео состоялась 27 июня 2012 года. В видеоклипе снялся известный американский рэп-исполнитель ASAP Rocky. Песня «Dark Paradise» стала последним синглом с альбома, но вышла только в Германии, Швейцарии, Австрии и Польше. Песня «Radio» не выходила в качестве сингла, но попала в чарт Франции и заняла 67 позицию. Кроме того, песня «Without You» дебютировала на 121-й позиции в чарте Великобритании. «Off to the Races» была выпущена как промосингл в Нидерландах 6 января 2012 года. Музыкальное видео было срежиссировано Дель Рей и обнародовано 22 декабря 2011 года, но через некоторое время певица ограничила его просмотр. «Carmen» выпускалась в качестве промосингла в Германии, Австрии и Швейцарии (дата релиза — 26 января 2012 года). 27 февраля 2012 года Дель Рей рассказала в социальной сети Facebook, что видео на песню «Carmen» было снято в феврале. Оно было представлено общественности 21 апреля 2012 года.

## Выпуск и коммерческий успех
27 ноября 2011 года Дель Рей посетила французскую телепередачу «Taratata», где и сообщила о том, что второй студийный альбом будет иметь название Born to Die. Список композиций альбома был объявлен Дель Рей 9 января 2012 года, а сам альбом был выпущен 27 января во всем мире и 31 января 2012 года в США. Пластинка стала первой в дискографии Ланы Дель Рей, выпущенной по контракту с лейблами Interscope и Polydor. В нескольких странах альбом вышел на лейбле Universal. Альбом был тепло принят публикой и имел коммерческий успех (первые места в чартах одиннадцати стран и многомиллионный тираж). В Великобритании уже в первый день после релиза было продано 50 000 экземпляров. Он дебютировал с первой позиции в UK Albums Chart с тиражом в 116 745 экземпляров. С суммарными цифровыми продажами в 50 007 экземпляров альбом стал пятым в истории с более чем 50 000 загрузками за одну неделю. Born to Die оставался на первом месте и во вторую неделю с продажами в 60 000 экземпляров. На ноябрь 2013 года в Великобритании было продано более 836 000 экземпляров.
Во Франции альбом дебютировал на первом месте хит-парада French Albums Chart с тиражом 48 791, включая 16 968 цифровых экземпляров. Альбом оставался на вершине чарта и во вторую неделю с тиражом 23 888 экземпляров. К июню 2014 года тираж составил более 500 000 экземпляров во Франции. В Новой Зеландии альбом дебютировал на втором месте, оставаясь в чарте 40 недель. После выпуска переиздания Born to Die: The Paradise Edition альбом расположился на шестой позиции. Born to Die стал в Новой Зеландии 57-м лучшим диском в истории чарта.
В США тираж в дебютную неделю составил 77 000 экземпляров, Born to Die занял второе место в Billboard 200, уступив вершину чарта альбому 21 певицы Адели. К 31 августа 2013 альбом находился более 80 недель в чарте и повторно вошёл в Топ-20. К июню 2014 года тираж Born to Die превысил 1 100 000 экземпляров в США и был сертифицирован RIAA как платиновый. В Италии альбом дебютировал с пятой позиции и за первые две недели было продано 6271 экземпляров, по состоянию на июнь 2012 года в стране было продано 24 372 экземпляра. После повторного выпуска в ноябре 2012 года альбом переместился с 27 позиции на 14 и получил золотую сертификацию. После скидки на альбом в iTunes альбом вновь вошёл в iTunes Топ-10 и переместился с 57 позиции на 31 в итальянском чарте. По данным Международной федерации производителей фонограмм (IFPI), Born to Die стал пятым в списке самых продаваемых альбомов 2012 года с тиражом в более 3,4 миллионов экземпляров. По данным на май 2015 года, в мире было продано более 8,5 миллионов экземпляров альбома.

## Реакция критиков
| Совокупная оценка     | Совокупная оценка           |
| Источник              | Оценка                      |
| --------------------- | --------------------------- |
| Metacritic            | 62/100                      |
| Оценки критиков       |                             |
| Источник              | Оценка                      |
| Русскоязычные издания |                             |
| Apelzin               | (положительная)             |
| Trill                 | [ 117 ]                     |
| Afisha.uz             | (9/10)                      |
| Иноязычные издания    |                             |
| Allmusic              | [ 119 ]                     |
| Entertainment Weekly  | (C+)                        |
| The Guardian          | [ 121 ]                     |
| The Independent       | [ 122 ]                     |
| Los Angeles Times     | (смешанная)                 |
| The New York Times    | (отрицательная)             |
| The Observer          | [ 125 ]                     |
| Pitchfork             | 5.5/10 (2012) 7.8/10 (2021) |
| Rolling Stone         | [ 3 ]                       |
| Slant                 | [ 127 ]                     |
| The Guardian          | [ 128 ]                     |
| Sputnikmusic          | [ 129 ]                     |
| The A.V. Club         | D                           |
| Chicago Tribune       | [ 131 ]                     |
| PopCrush              | [ 132 ]                     |
| Herald Sun            | ½                           |
| TimeOut               | [ 133 ]                     |
| Spin                  | [ 134 ]                     |
| Drowned in Sound      | [ 135 ]                     |
| PopMatters            | [ 136 ]                     |
| Under the Radar       | [ 137 ]                     |
| DIY                   | [ 138 ]                     |
| Consequence of Sound  | D                           |
| Laut.de               | [ 140 ]                     |
| Роберт Кристгау       | [ 141 ]                     |

Born to Die получил смешанные отзывы от критиков. Одни хвалили его за эмоциональную насыщенность; другие отмечали шаблонность и однообразие мелодраматической структуры песен, невозможность прослушать альбом из полутора десятков композиций «на одном дыхании».
На сайте-агрегаторе рецензий Metacritic Born to Die получил 62 балла из 100 на основе 37 учтённых рецензий («в целом положительные отзывы от критиков»). Хайме Гилл из BBC Music отметил несовершенство альбома и раскритиковал такие песни, как «Dark Paradise», однако посчитал Born to Die наиболее самобытным дебютом после Glasvegas британской рок-группы Glasvegas, выпущенного в 2008 году. Антон Фелиц из журнала Apelzin в своей рецензии написал, что это «глоток свежего воздуха для застоявшейся мировой музыкальной индустрии». Кэмерон Адамс назвал диск классным поп-альбомом, а Лану Дель Рей — поп-звездой. Ким Тейлор из журнала TimeOut назвал её мелодии «ласкающими слух», а задаваемый певицей темп «удивительным и легким». Обозреватель Нил Маккормик из британской газеты The Telegraph описал альбом как «качественный, эмоциональный сборник красивых, запоминающихся песен о хорошем времени и плохой любви, об экзистенциальном страхе, памяти, утрате и мести». Для журналиста Эйми Сциаретто из интернет-издания PopCrush альбом выглядел как «страстная, пространная ода сексу и смерти», различные музыкальные приемы придают ему динамику и позволяют сохранять интерес до конца. Редакторы журнала Hot Press опубликовали потрековый обзор, назвав лучшей на альбоме фразу «You fit me better than my favourite sweater» из песни «Blue Jeans», а худшей — «Light of your life, fire of your loins» из «Off to the Races». По их мнению, лучшая в альбоме песня «Video Games» способна дать отпор даже ненавистникам Дель Рей, в ней есть «голос, настроение, композиция, содержание, всё в самом прекрасном виде». Талант исполнительницы нашёл свое отражение в запоминающейся песне «Radio». По мнению редакторов, «Summertime Sadness», несмотря на название, — «одна из самых заразительных на альбоме, и, возможно единственная песня, в которой Лану можно считать по-настоящему восхитительной». Известный американский критик Роберт Кристгау в рубрике «Consumer Guide Album» своего интернет-блога расценил альбом как «убедительное и время от времени наглядное доказательство того, что деньги не могут купить счастье („Video Games“, „This Is What Makes Us Girls“)».
Обозреватель Сэл Синкемани из журнала Slant дал альбому 4 из 5 звезд, отметив, что в результате переделки для альбома некоторые треки («National Anthem» и «This is What Makes Us Girls») стали хуже подходить для исполнения на радио. Синкемани заявил, что «по иронии судьбы, единственным недостатком альбома является сила его безупречного звучания, возможно, немного чрезмерная на протяжении всех 12 треков (15 в подарочном издании)». Алексис Петридис из The Guardian также оценил диск на четыре звезды из пяти, говоря, что Born to Die это «красиво исполненная поп-музыка, которая более чем хороша», а большинство мелодий «великолепны». Британский журнал NME включил альбом в свой список 50 лучших альбомов десятилетия, назвав его «введением в померкнувший, но всё ещё гламурный золотой век Голливуда в фантазиях Ланы Дель Рей. Точнее, это его символ и образ, однако те, кто попадутся на удочку, будут вознаграждены кинематографическими по масштабу историями о любви, утрате, наркомании и страданиях и, в конечном счете, об избавлении.».
Фрэнк Вэлиш из журнала Under the Radar пишет: «С одной стороны, очаровательно оригинальная эстетика мурлыкающего секс-котенка Дель Рей (Грант?) завлекает вас своим умышленно дьявольски-ангельским голосом, в сочетании с хип-хоп битами и иногда пышной оркестровкой; это лучше всего выражено в песнях „Blue Jeans“ и „Video Games“. С другой стороны, её лже-рэп позёрство и часто нелепые тексты граничат с оскорблением». Отвечая на вопрос, плох альбом или хорош, рецензент предпочёл второй вариант.
Грег Кот из газеты Chicago Tribune дал отрицательный отзыв, подвергнув резкой критике скучные и банальные песни. С его точки зрения, Дель Рей — не самая яркая певица, хотя и выделяющаяся из общего ряда — слишком зависит от штампов. Роб Шеффилд из журнала Rolling Stone  заявил, что «поп-трэш извращённость» текстов песен представляет сильную сторону Born to Die, однако певица явно не была готова к созданию подобного альбома, её голос звучит «измученно и чопорно». Шеффилд оценил альбом в две звезды из пяти и пришёл к выводу, что, «учитывая её стильный образ, удивительно, как Born to Die при этом вышел скучным, тоскливым и недостаточно хитовым». С точки зрения критика, альбом посвящён «темной стороне американской мечты»; однако американская мечта соблазнительна, поэтому и опасна — у Дель Рей нет ни того, ни другого. Согласно Кристине Неллис из британского издания Drowned in Sound, «это девичий альбом, наполненный печальными историями о смерти и плохих парнях, пропитанных дешёвым виски с дорогими этикетками, а также собственными навязчивыми идеями о Голливуде». Критик сайта All Music Джон Буш в своей оценке дал альбому две с половиной звезды из пяти возможных, говоря: «Пропасть отделяет „Video Games“ от прочего музыкального материала на альбоме», который посвящён тем же самым темам — «страсти, чувственности, наркотикам, — но лишён лирического изящества песни, её эмоциональной силы, или симпатичной подачи… Интригующее начало, но Дель Рей придется серьёзно учиться, если она хочет, чтобы её дальнейшая карьера оправдала ранние ожидания». Среди музыкальных обозревателей интернет-сайта Sputnikmusic альбом получил разноречивые отклики. Журналист Чаннинг Фримен, в частности, заметил, что даже в лучших песнях альбома имеются повторы. Обозреватель газеты Los Angeles Times Рэндалл Робертс и вовсе заявил, что к концу альбома авторские эксперименты утомляют, как если бы вы перед прослушиванием приняли снотворное: «неверие в своего главного героя в конечном счете и предопределяет неудачу альбома», Дель Рей не так убедительна, как Дэвид Боуи (Зигги Стардаст) или Луиза Чикконе (Мадонна). Эван Ритлевски из The A.V. Club раскритиковал альбом за бессодержательность и перегруженность деталями; Дель Рей периодически воспроизводит отстраненный образ «девушки из долины» из творчества Кеши. Альбом, с точки зрения критика, доказывает верность самых радикальных предубеждений против поп-музыки.
| Billboard        | США            | «Топ 20 лучших альбомов 2010-х годов»                     | 2015 | 20 | [ 8 ]   |
| Drowned in Sound | Великобритания | «50 лучших альбомов 2012 года»                            | 2012 | 40 | [ 7 ]   |
| Fact             | Великобритания | «50 лучших альбомов 2012 года»                            | 2012 | 19 | [ 7 ]   |
| The Fly          | Великобритания | «Топ 50 лучших альбомов 2012 года»                        | 2012 | 11 | [ 7 ]   |
| Gigwise          | Великобритания | «Топ 50 лучших альбомов 2012 года»                        | 2012 | 42 | [ 145 ] |
| The Guardian     | Великобритания | «Лучшие альбомы 2012 года»                                | 2012 | 17 | [ 7 ]   |
| Club Fonograma   | Мексика        | «25 лучших альбомов 2012 года»                            | 2012 | 23 | [ 146 ] |
| Les Inrocks      | Франция        | «100 лучших альбомов 2012 года»                           | 2012 | 7  | [ 147 ] |
| The Hype Machine | США            | «Топ 10 лучших альбомов 2012 года»                        | 2012 | 2  | [ 148 ] |
| The Age          | Австралия      | «20 лучших альбомов 2012 года»                            | 2012 | 11 | [ 149 ] |
| Intro            | Германия       | «50 лучших альбомов 2012 года»                            | 2012 | 12 | [ 150 ] |
| NME              | Великобритания | «50 лучших альбомов 2012 года»                            | 2012 | 45 | [ 151 ] |
| NME              | Великобритания | «50 лучших альбомов 2010—2014 годов»                      | 2014 | 47 | [ 143 ] |
| NME              | Великобритания | «101 альбом, которые нужно послушать, прежде чем умереть» | 2014 | 87 | [ 152 ] |
| Complex          | США            | «50 лучших альбомов 2012 года»                            | 2012 | 4  | [ 153 ] |
| Spinner          | США            | «50 лучших альбомов 2012 года»                            | 2012 | 45 | [ 154 ] |
| Slant            | США            | «25 лучших альбомов 2012 года»                            | 2012 | 9  | [ 155 ] |
| Sputnikmusic     | США            | «50 лучших альбомов 2012 года»                            | 2012 | 24 | [ 156 ] |
| Uncut            | Великобритания | «Топ 75 лучших альбомов 2012 года»                        | 2012 | 51 | [ 7 ]   |

### Награды и номинации
Альбом получил одну номинацию на премию Xbox Entertainment Awards, в которой и одержал победу как «Лучший альбом». Также альбом имеет две номинации на премию Swiss Music Awards, учреждённую IFPI, SUISA, Swissperform и Swiss Music Pedagogic Association, и номинацию на премию Billboard Music Awards журнала Billboard.
Кроме того, видеоклип на песню «Born to Die» на церемонии UK Music Video Awards (2012) завоевал награду в категории «Лучшее международное поп видео» (англ. Best Pop Video International), а также был дважды номинирован на премию MTV Video Music Awards (2012) в категории за «Лучшую работу художника-постановщика» и «Лучшая операторская работа». Песня «Video Games» получила награду Ivor Novello Awards в категории «Лучшая современная песня» и имела две номинации («Лучший трек» и «Лучшее видео») на премию NME Awards.
| Год  | Организация               | Награда                             | Результат | Ссылка                  |
| ---- | ------------------------- | ----------------------------------- | --------- | ----------------------- |
| 2012 | Danish Gaffa Award        | International Album of the Year     | Победа    | [ 166 ]                 |
| 2012 | Norway Gaffa Award        | International Album of the Year     | Победа    | [ 166 ]                 |
| 2013 | Swiss Music Awards        | Best Album Pop / Rock International | Номинация | [ 159 ] [ 167 ] [ 168 ] |
| 2013 | Xbox Entertainment Awards | Best Album                          | Победа    | [ 158 ]                 |
| 2014 | Billboard Music Awards    | Top Rock Album                      | Номинация | [ 161 ] [ 169 ]         |

## Влияние и полемика
После релиза Born to Die привлёк внимание прессы, не только из-за музыки, но и из-за необычного образа певицы. После дебюта с хитом «Video Games» Лана вызвала настоящий переполох в средствах массовой информации. Многие таблоиды подвергали сомнению оригинальность как музыкальной композиции альбома, так и образа Дель Рей, утверждая, что успех был достигнут только благодаря красоте певицы. Было высказано предположение, что Дель Рей была создана Лиззи Грант и деятелями поп-индустрии с целью занятия ниши на рынке инди-музыки.
Кевин Линкольн с портала Business Insider предположил, что персонаж Дель Рей был создан её лейблом, а песня «Video Games» выпускалась в качестве рекламы. Саша Фрер Джонс из The New Yorker выступила в защиту певицы, отметив неадекватность сомнений в оригинальности. Фрер резюмировала оценки недоброжелателей Дель Рей, которые указывают на различные заговоры, имея в виду и роль её отца, Роберта Гранта, успешного интернет-предпринимателя; распространяют слухи о менеджерах-манипуляторах вокруг певицы; утверждают, что с Дель Рей работают профессиональные авторы песен. Обсуждается и быстрое увеличение верхней губы певицы, хотя Дель Рей отрицает факт хирургического вмешательства. Критик заключила, что «никого из певцов-мужчин не будут так пристально изучать». Схожим образом Эн Ли из газеты Metro написала: «Я знаю, это весело критиковать Лану, но факт остается фактом — у неё великолепный голос». Сэл Синкемани из Slant, озадаченный количеством обвинений в плагиате на волне успеха певицы в 2011 году, также высказался благосклонно. Отмечая, что Дель Рей, в отличие от Эми Уайнхаус, не демонстрировала «склонности к наркотикам или выпивке для поддержания образа плохой „хорошей“ девочки», Синкемани задавался вопросом: «….с каких именно пор „подлинность“ стала критерием в поп-музыке?». Хайме Гилл из BBC Music писал: «Если вы хотите найти объяснение невероятному восхождению Ланы Дель Рей, это не так уж трудно сделать. Игнорировать обвинения в циничном маркетинге и отсутствии оригинальности или домыслы о деньгах папаши — не самое важное. И не отвлекайтесь на статистику YouTube… речь не о новых медиа. Это что-то более старое и загадочное — скорее необыкновенная, неувядающая сила популярной песни». Позднее критики признали выступление Дель Рей в программе Saturday Night Live наихудшим в истории. Тем не менее многие музыкальные журналы, включая Billboard, NME и Complex, назвали Born to Die одним из лучших альбомов десятилетия.

## Список композиций
Данные взяты из буклета к альбому Born to Die
| №                   | Название                      | Автор(ы)                       | Продюсер(ы)          | Длительность |
| ------------------- | ----------------------------- | ------------------------------ | -------------------- | ------------ |
| 1.                  | «Born to Die»                 | Лана Дель Рей, Джастин Паркер  | Эмиль Хейни          | 4:46         |
| 2.                  | «Off to the Races»            | Дель Рей, Тим Ларкомбе         | Патрик Бергер, Хейни | 5:00         |
| 3.                  | «Blue Jeans»                  | Дель Рей, Хейни, Дэн Хит       | Хейни                | 3:30         |
| 4.                  | «Video Games»                 | Дель Рей, Паркер               | Robopop              | 4:42         |
| 5.                  | «Diet Mountain Dew»           | Дель Рей, Майк Дэйли           | Хейни, Джефф Бхаскер | 3:43         |
| 6.                  | «National Anthem»             | Дель Рей, Паркер, Дэвид Нэддон | Хейни, Бхаскер       | 3:51         |
| 7.                  | «Dark Paradise»               | Дель Рей, Рик Ноуэлс           | Хейни, Ноуэлс        | 4:03         |
| 8.                  | «Radio»                       | Дель Рей, Паркер               | Хейни, Паркер        | 3:34         |
| 9.                  | «Carmen»                      | Дель Рей, Паркер               | Хейни, Бхаскер       | 4:08         |
| 10.                 | «Million Dollar Man»          | Дель Рей, Крис Брайд           | Хейни, Брайд         | 3:51         |
| 11.                 | «Summertime Sadness»          | Дель Рей, Рик Ноуэлс           | Хейни, Ноуэлс        | 4:25         |
| 12.                 | «This Is What Makes Us Girls» | Дель Рей, Ларкомбе, Джим Ирвин | Al Shux, Хейни       | 3:58         |
| Общая длительность: | Общая длительность:           | Общая длительность:            | Общая длительность:  | 49:28        |

| №                   | Название            | Автор(ы)                           | Продюсер(ы)         | Длительность |
| ------------------- | ------------------- | ---------------------------------- | ------------------- | ------------ |
| 13.                 | «Without You»       | Дель Рей, Саша Скарбек             | Хейни               | 3:49         |
| 14.                 | «Lolita»            | Дель Рей, Лиам Хоу, Ханна Робинсон | Хейни, Хоу          | 3:40         |
| 15.                 | «Lucky Ones»        | Дель Рей, Ноуэлс                   | Хейни, Ноуэлс       | 3:45         |
| Общая длительность: | Общая длительность: | Общая длительность:                | Общая длительность: | 60:40        |

| №                   | Название            | Автор(ы)                | Продюсер(ы)         | Длительность |
| ------------------- | ------------------- | ----------------------- | ------------------- | ------------ |
| 13.                 | «Without You»       | Дель Рей, Скарбек       | Хейни               | 3:49         |
| 14.                 | «Lolita»            | Дель Рей, Хоу, Робинсон | Хейни, Хоу          | 3:40         |
| Общая длительность: | Общая длительность: | Общая длительность:     | Общая длительность: | 56:51        |

| №                   | Название                         | Длительность |
| ------------------- | -------------------------------- | ------------ |
| 16.                 | «Video Games» (White Lies C-Mix) | 7:32         |
| Общая длительность: | Общая длительность:              | 67:52        |

| №                   | Название                           | Длительность |
| ------------------- | ---------------------------------- | ------------ |
| 16.                 | «Video Games» (Джой Орбисон Remix) | 5:01         |
| Общая длительность: | Общая длительность:                | 54:29        |

| Вокал - Лана Дель Рей — вокал (все треки), композитор, автор - Эмили Бауэр-Майн — бэк-вокал (трек 6) - Джеймс Бауэр-Майн — бэк-вокал (трек 6) - Лена Лабелле — французский вокал (трек 9) - Дэвид Снеддон — бэк-вокал (трек 6) - Ханна Робинсон — бэк-вокал (трек 14) - Матихандз — дополнительный вокал (треки 7,15) Инструменты - Патрик Бергер — гитара, бас-гитара, перкуссия, синтезатор, семплер, драм-машина (трек 2) - Джефф Бхаскер — гитара (треки 1,5,6); клавишные (треки 6,9); дополнительные струнные (трек 9) - Крис Брайд — гитара, акустическое фортепиано, струнные, драм-машина, автор (трек 10) - Пелле Хансен — виолончель (трек 2) - Эмиль Хейни — ударные (треки 1, 2, 3, 5, 6, 7, 8, 10, 11, 12, 13, 15); клавишные (треки 1, 2, 6, 7, 8, 9, 11, 13, 15); дополнительные клавишные (треки 2, 5, 10, 12); гитара (треки 3, 8, 9, 13, 15) - Дэн Хит — флейта (трек 11); дополнительные струнные (трек 13); автор (трек 3) - Лиам Хоу — дополнительные клавишные, программинг, автор (трек 14) - Дэврим Караоглю — дополнительный синтезатор, оркестровые ударные (трек 7) - Брэнто Колатало — дополнительные ударные (трек 5) | - Кен Льюис — дополнительный вокал (трек 1); дополнительные ударные (трек 5) - Рик Ноуэлс — гитара (трек 7); дополнительные струнные (трек 11); клавишные (трек 15); автор (треки 7, 11) - Дид Рид — дополнительный синтезатор (трек 7) - Al Shux — гитара, бас-гитара, клавишные, программинг (трек 12) - Саша Скарбек — омникорд, автор (трек 13) - Фредерик Сиберг — виолончель (трек 2) - Патрик Уоррен — камерные струнные (трек 7); дополнительные струнные (трек 11); гитара, клавишные (треки 11,15); струнные (трек 15) Дополнительный персонал - Карл Бажже — аранжировки струнных (трек 2) - Патрик Бергер — продюсирование (трек 2) - Джефф Бхаскер — сопродюсер (трек 5), дополнительное продюсирование (треки 6,9) - Крис Брайд — продюсирование (трек 10) - Лорензо Коси — звукорежиссёр (трек 13) - Майк Дэйли — продюсирование вокала (трек 5); автор (трек 5) - Джон Дэвис — мастеринг (все треки) - Дункан Фуллер — ассистент звукорежиссёра (треки 1, 2, 3, 8, 10, 11, 13) - Крис Галланд — ассистент по микшированию(треки 5, 6, 7, 12, 15) - Ларри Голд — аранжировки струнных, дирижёр (треки 1, 5, 6, 7, 8, 9, 11, 12, 13, 15) | - Дэн Грич-Маргуйрат — сведение (треки 1, 2, 3, 8, 10, 11, 13, 14) - Николь Нодланд — фотограф (обложка, промо-фото для буклета) - Мэт Мэйтланд — дизайн - Эмиль Хейни — продюсирование (треки 1, 2, 3, 5, 6, 7, 8, 9, 10, 11, 12, 13, 14, 15); продюсер - Дэн Хит — аранжировки струнных, дирижёр (треки 3, 6) - Лиам Хоу — сопродюсер (трек 14) - Брэнто Колатало — дополнительная запись (трек 1) - Эрик Мадрид — ассистент звукорежиссёра (треки 5, 6, 7, 12, 15) - Мэнни Маррокин — сведение (треки 5, 6, 7, 12, 15) - Киерон Мэнзиес — мастеринг (трек 15) - The Nexus — аранжировка (трек 6) - Рик Ноуэлс — сопродюсер (треки 7,11,15); аранжировка (трек 15) - Джастин Паркер — аранжировка (треки 1,9); дополнительное продюсирование (трек 8); автор (треки 1, 4, 6, 8, 9) - Robopop — продюсирование, сведение (трек 4) - Al Shux — продюсирование, аранжировка (треки 12) - Стив Тирпак — ассистент звукорежиссёра (треки 1, 5, 6, 7, 8, 9, 11, 12, 13, 15) - Тим Ларкомбе — автор (треки 2, 12) - Джим Ирвин — автор (трек 12) - Дэвид Нэддон — автор (трек 6) - Ханна Робинсон — автор (трек 14) |

## Чарты и сертификации
| Чарт (2012—13)           | Высшая позиция |
| ------------------------ | -------------- |
| Австралия                | 1              |
| Австрия                  | 1              |
| Бельгия (Фландрия)       | 2              |
| Бельгия (Валлония)       | 2              |
| Великобритания           | 1              |
| Германия                 | 1              |
| Голландия                | 2              |
| Греция                   | 1              |
| Дания                    | 3              |
| Ирландия                 | 1              |
| Испания                  | 7              |
| Италия                   | 5              |
| Канада                   | 3              |
| Новая Зеландия           | 2              |
| Норвегия                 | 1              |
| Португалия               | 3              |
| США                      | 2              |
| США (Alternative Albums) | 1              |
| США (Digital Albums)     | 1              |
| США (Rock Albums)        | 1              |
| США (Tastemaker Albums)  | 2              |
| Финляндия                | 5              |
| Франция                  | 1              |
| Чехия                    | 5              |
| Швейцария                | 1              |
| Швеция                   | 14             |
| Шотландия                | 1              |
| Южная Африка             | 14             |
| Япония                   | 35             |

| Чарт (2012)              | Высшая позиция |
| ------------------------ | -------------- |
| Австралия                | 14             |
| Австрия                  | 6              |
| Бельгия (Фландрия)       | 2              |
| Бельгия (Валлония)       | 8              |
| Великобритания           | 4              |
| Венгрия                  | 72             |
| Голландия                | 33             |
| Ирландия                 | 6              |
| Италия                   | 37             |
| США                      | 70             |
| США (Alternative Albums) | 14             |
| США (Rock Albums)        | 21             |
| Франция                  | 7              |
| Швейцария                | 2              |

| Чарт (2013)              | Высшая позиция |
| ------------------------ | -------------- |
| Австралия                | 76             |
| Великобритания           | 59             |
| Венгрия                  | 61             |
| Германия                 | 77             |
| Дания                    | 59             |
| Испания                  | 29             |
| США                      | 53             |
| США (Alternative Albums) | 7              |
| США (Rock Albums)        | 10             |
| Швейцария                | 29             |

| Чарт (2014)              | Высшая позиция |
| ------------------------ | -------------- |
| Великобритания           | 68             |
| Мексика                  | 78             |
| США                      | 56             |
| США (Alternative Albums) | 9              |
| США (Rock Albums)        | 11             |

| Чарт (2015) | Высшая позиция |
| ----------- | -------------- |
| США         | 62             |

| Чарт (2016) | Высшая позиция |
| ----------- | -------------- |
| (ZPAV)      | 98             |
| США         | 116            |

| Чарт (2017)                 | Высшая позиция |
| --------------------------- | -------------- |
| США                         | 143            |
| Alternative Albums          | 17             |
| Top Rock Albums (Billboard) | 26             |

| Чарт (2018)                 | Высшая позиция |
| --------------------------- | -------------- |
| Alternative Albums          | 16             |
| Top Rock Albums (Billboard) | 32             |

| Чарт (2019)                 | Высшая позиция |
| --------------------------- | -------------- |
| Alternative Albums          | 15             |
| Top Rock Albums (Billboard) | 35             |

| Страна (провайдер)               | Сертификации  | Продажи     |
| -------------------------------- | ------------- | ----------- |
| Австралия                        | 2× Платиновый | 140 000+    |
| Австрия                          | 2× Платиновый | 60 000+     |
| Бразилия                         | 2× Платиновый | 80 000+     |
| Великобритания                   | 4× Платиновый | 1 200 000+  |
| Венгрия                          | Золотой       | 3000+       |
| Германия                         | 3× Платиновый | 600 000+    |
| Ирландия                         | 2× Платиновый | 30 000+     |
| Италия                           | Платиновый    | 60 000+     |
| Канада                           | 2× Платиновый | 160 000+    |
| Мексика                          | 2× Платиновый | 120 000+    |
| Новая Зеландия                   | Золотой       | 7500+       |
| Норвегия                         | Золотой       | 15 000+     |
| Польша                           | Бриллиантовый | 100 000+    |
| Португалия                       | 2× Платиновый | 40 000+     |
| Россия                           | Платиновый    | 10 000+     |
| США                              | 3x Платиновый | 3 000 000+  |
| Франция                          | Бриллиантовый | 500 000+    |
| Швейцария                        | 2× Платиновый | 60 000+     |
| Швеция                           | 2× Платиновый | 80 000+     |
| Суммарные продажи                |               |             |
| Шаблон:Registration required Мир | —             | 12 000 000+ |

## Издания альбома
Данные взяты с сайта Discogs.
| Страна         | Дата            | Лейбл                                                   | Формат             | Каталог           |
| -------------- | --------------- | ------------------------------------------------------- | ------------------ | ----------------- |
| Германия       | 27 января 2012  | Vertigo                                                 | CD                 | 06025 2791024 6   |
| Германия       | 27 января 2012  | Universal                                               | CD                 | 06025 2791024 6   |
| Германия       | 27 января 2012  | Vertigo                                                 | LP                 | 06025 2793106 7   |
| Германия       | 27 января 2012  | Universal                                               | LP                 | 06025 2793106 7   |
| Великобритания | 30 января 2012  | Polydor                                                 | CD                 | 2787091           |
| Великобритания | 30 января 2012  | Polydor                                                 | 2xLP               | 2793424           |
| Великобритания | 30 января 2012  | Interscope                                              | 2xLP               | 00602527934242    |
| США            | 31 января 2012  | Interscope                                              | CD                 | B0016425-02       |
| США            | 21 февраля 2012 | Interscope                                              | LP                 | B0016425-01       |
| Канада         | 31 января 2012  | Polydor / Interscope                                    | CD (Делюкс)        | B001645402        |
| Австралия      | 3 февраля 2012  | Polydor                                                 | CD (Делюкс)        | 2793087           |
| Япония         | 8 февраля 2012  | Interscope                                              | CD                 | UICS-1244         |
| Япония         | 8 февраля 2012  | Polydor                                                 | CD                 | UICS-1244         |
| Россия         | 2012            | Interscope                                              | CD (Неофициальное) | 2787091           |
| Россия         | 2012            | Polydor                                                 | CD (Неофициальное) | 2787091           |
| Россия         | 2012            | Universal                                               | CD (Неофициальное) | 4605026710207     |
| Китай          | 2012            | Interscope / Polydor / Universal                        | CD                 | 00602527870915    |
| Китай          | 2012            | Starsing                                                | CD                 | CD12033 / GE0838C |
| Индонезия      | 2012            | Interscope / Polydor                                    | CD                 | 2787091           |
| Южная Африка   | 2012            | Polydor                                                 | CD                 | SSTARCD 7658      |
| Южная Африка   | 2012            | Polydor                                                 | CD                 | STARCD 7652       |
| Турция         | 2012            | Polydor / Interscope, Avrupa Müzik                      | CD                 | 2796404           |
| Бразилия       | 2012            | Polydor                                                 | CD                 | 602527877091      |
| Мексика        | 31 января 2012  | Polydor                                                 | CD (Делюкс)        | 602527930879      |
| Греция         | 7 июля 2013     | Πρώτο ΘΕΜA / Polydor / Interscope Minos EMI / Universal | CD (Переиздание)   | —                 |
| Греция         | 30 января 2012  | Universal                                               | CD                 | B001645402        |
| Аргентина      | 30 января 2012  | Polydor / Interscope / Universal                        | CD                 | 2787091           |
| Тайвань        | 30 января 2012  | Polydor / Interscope                                    | CD                 | 2787091           |